# Mémoires de l'Academie Royale des Sciences
Mémoires de l'Academie Royale des Sciences (abreviado Mém. Acad. Roy. Sci. (Turin)) fue una revista ilustrada con descripciones botánicas que fue publicada en Turín en 5 volúmenes en los años 1786-1793. Fue precedida por Mélanges Philos. Math. Soc. Roy. Turin y sustituida por Mém. Acad. Sci. Turin.